# Червена локва
Червèна лòква е село в Северна България, община Габрово, област Габрово.

## География
Село Червена локва се намира на около 9 km юг-югоизточно от центъра на град Габрово и километър северозападно от село Чарково. Разположено е в северните разклонения на Шипченска планина, по склона на възвишението южно от Етнографския музей на открито „Етър“ (ЕМО „Етър“), на 500 – 600 m от музея и 120 – 130 m по-високо. На около 300 m североизточно от селото тече в долината си река Сивяк – ляв приток на Янтра. До село Червена локва води общински път, започващ при ЕМО „Етър“, минаващ през габровския квартал Водници и покрай Соколския манастир, а след селото продължаващ до близкото му село Бойчета. Надморската височина при пътния разклон за Бойчета е около 655 m.
Населението на село Червена локва наброява 10 души при преброяването към 1985 г. и трима – към 2011 г.
Село Червена локва, което е затворено в землището на село Чарково, попада в обхвата на природен парк „Българка“.

## История
През 1951 г. съществувалото дотогава село Червена локва е включено в новосъздаденото село Водници. През 1971 г. село Водници е присъединено към Габрово. Село Червена локва е възстановено през 1983 г. чрез отделяне от Габрово.

## Население
Преброяване на населението през 2011 г.
Численост и дял на етническите групи според преброяването на населението през 2011 г.:
|                     | Численост | Дял (в %) |
| Общо                | 3         | 100,00    |
| Българи             | 3         | 100,00    |
| Турци               | 0         | 0,00      |
| Цигани              | 0         | 0,00      |
| Други               | 0         | 0,00      |
| Не се самоопределят | 0         | 0,00      |
| Неотговорили        | 0         | 0,00      |